# 那木濟勒多爾濟
那木濟勒多爾濟（1787年—1809年），清代卫拉特蒙古土尔扈特贵族，第五任札萨克卓哩克图汗，渥巴锡之孙，策璘納木札勒第二子。
乾隆五十七年（1792年），乾隆帝封他为头等台吉，嘉庆九年（1804年），应伊犁将军松筠奏请颁头等台吉印，分管11苏木，俸银一百两。八月进京，在热河觐见嘉庆帝，授予花翎。嘉庆十三年（1808年）十一月，三弟丹津旺濟爾去世，嘉庆十四年（1809年）二月，嘉庆帝诏命那木濟勒多爾濟袭封札萨克卓哩克图汗，授盟长。四月，那木濟勒多爾濟去世，嘉庆帝赏银三百两为他治丧，诏命其子策登多爾濟袭封。